# Färöischer Fußballpokal 1958
Der Färöische Fußballpokal 1958 wurde zum vierten Mal ausgespielt. Im Endspiel, welches im Stadion Sevmýri in Tvøroyri ausgetragen wurde, siegte TB Tvøroyri mit 5:3 gegen Titelverteidiger HB Tórshavn und konnte den Pokal somit zum zweiten Mal gewinnen.
TB Tvøroyri und HB Tórshavn belegten in der Meisterschaft die Plätze vier und zwei.

## Teilnehmer
Teilnahmeberechtigt waren folgende vier Mannschaften der Meistaradeildin:
| Meistaradeildin                               |
| B36 Tórshavn HB Tórshavn TB Tvøroyri VB Vágur |

## Modus
Für den Pokal waren alle Erstligisten zugelassen, KÍ Klaksvík nahm jedoch im Vergleich zum Vorjahr nicht teil. Somit spielten ab dieser Saison vier Mannschaften im Halbfinale. Alle Runden wurden im K.-o.-System ausgetragen.

## Halbfinale
|             | Ergebnis             |              |
| ----------- | -------------------- | ------------ |
| HB Tórshavn | 3:2                  | VB Vágur     |
| TB Tvøroyri | 2:1 n. V. (1:1, ?:?) | B36 Tórshavn |

## Finale
| Paarung  | TB Tvøroyri – HB Tórshavn |
| Ergebnis | 5:3                       |
| Stadion  | Sevmýri, Tvøroyri         |
| Tore     | ?                         |